# Associazione Calcio Padova 1964-1965
Questa pagina raccoglie i dati riguardanti l'Associazione Calcio Padova nelle competizioni ufficiali della stagione 1964-1965.

## Stagione
Nella Serie B 1964-1965 il Padova si classifica al sesto posto con 42 punti.
In Coppa Italia è eliminato al primo turno dal Lecco.

## Rosa
| N. |                   | Ruolo | Calciatore        |
| -- | ----------------- | ----- | ----------------- |
|    | Italia (bandiera) | P     | Luciano Arbizzani |
|    | Italia (bandiera) | P     | Bruno Bonollo     |
|    | Italia (bandiera) | P     | Claudio Galassi   |
|    | Italia (bandiera) | P     | Pietro Pianta     |
|    | Italia (bandiera) | D     | Cristiano Cervato |
|    | Italia (bandiera) | D     | Giovanni Fracon   |
|    | Italia (bandiera) | D     | Roberto Mazzanti  |
|    | Italia (bandiera) | D     | Giampaolo Sartori |
|    | Italia (bandiera) | D     | Giorgio Sereni    |
|    | Italia (bandiera) | D     | Gino Vecchi       |
|    | Italia (bandiera) | C     | Bruno Abbatini    |
|    | Italia (bandiera) | C     | Giorgio Barbolini |
|    | Italia (bandiera) | C     | Candido Beretta   |

| N. |                   | Ruolo | Calciatore         |
| -- | ----------------- | ----- | ------------------ |
|    | Italia (bandiera) | C     | Alberto Bigon      |
|    | Italia (bandiera) | C     | Carlo Chiodi       |
|    | Italia (bandiera) | C     | Rinaldo Frezza     |
|    | Italia (bandiera) | C     | Paolo Pestrin      |
|    | Italia (bandiera) | C     | Bernardo Rogora    |
|    | Italia (bandiera) | C     | Carlo Zerlin       |
|    | Italia (bandiera) | A     | Gianni Benasciutti |
|    | Italia (bandiera) | A     | Mario Boetto       |
|    | Italia (bandiera) | A     | Italo Carminati    |
|    | Italia (bandiera) | A     | Pasquale Cavicchia |
|    | Italia (bandiera) | A     | Adolfo Mariani     |
|    | Italia (bandiera) | A     | Vincenzo Mettus    |
|    | Italia (bandiera) | A     | Mario Pasquina     |

## Risultati

### Campionato

#### Girone di andata
| 13 settembre 1964 1ª giornata | Livorno | 1 – 0 | Padova |  |

| 20 settembre 1964 2ª giornata | Padova | 0 – 0 | Modena |  |

| 27 settembre 1964 3ª giornata | Potenza | 3 – 1 | Padova |  |

| 4 ottobre 1964 4ª giornata | Trani | 1 – 1 | Padova |  |

| 11 ottobre 1964 5ª giornata | Padova | 1 – 0 | Triestina |  |

| 18 ottobre 1964 6ª giornata | Padova | 1 – 1 | Napoli |  |

| 25 ottobre 1964 7ª giornata | Alessandria | 1 – 0 | Padova |  |

| 22 novembre 1959 8ª giornata | Padova | 1 – 0 | Palermo |  |

| 15 novembre 1964 9ª giornata | Brescia | 2 – 0 | Padova |  |

| 22 novembre 1964 10ª giornata | Padova | 0 – 0 | Venezia |  |

| 29 novembre 1964 11ª giornata | Padova | 0 – 0 | Bari |  |

| 6 dicembre 1964 12ª giornata | Reggiana | 0 – 0 | Padova |  |

| 13 dicembre 1964 13ª giornata | Padova | 0 – 0 | Parma |  |

| 20 dicembre 1964 14ª giornata | SPAL | 0 – 0 | Padova |  |

| 27 dicembre 1964 15ª giornata | Monza | 0 – 1 | Padova |  |

| 10 gennaio 1965 16ª giornata | Padova | 0 – 0 | Lecco |  |

| 17 gennaio 1965 17ª giornata | Padova | 3 – 0 | Verona |  |

| 24 gennaio 1965 18ª giornata | Pro Patria | 1 – 0 | Padova |  |

| 31 gennaio 1965 19ª giornata | Padova | 1 – 0 | Catanzaro |  |

#### Girone di ritorno
| 7 febbraio 1965 20ª giornata | Padova | 2 – 0 | Livorno |  |

| 14 febbraio 1965 21ª giornata | Modena | 2 – 0 | Padova |  |

| 21 febbraio 1965 22ª giornata | Padova | 1 – 0 | Potenza |  |

| 28 febbraio 1965 23ª giornata | Padova | 1 – 0 | Trani |  |

| 7 marzo 1965 24ª giornata | Triestina | 0 – 0 | Padova |  |

| 14 marzo 1965 25ª giornata | Napoli | 0 – 1 | Padova |  |

| 21 marzo 1965 26ª giornata | Padova | 5 – 1 | Alessandria |  |

| 28 marzo 1965 27ª giornata | Palermo | 1 – 1 | Padova |  |

| 11 aprile 1965 28ª giornata | Padova | 0 – 0 | Brescia |  |

| 18 aprile 1965 29ª giornata | Venezia | 0 – 2 | Padova |  |

| 25 aprile 1965 30ª giornata | Bari | 1 – 3 | Padova |  |

| 2 maggio 1965 31ª giornata | Padova | 2 – 0 | Reggiana |  |

| 9 maggio 1965 32ª giornata | Parma | 1 – 0 | Padova |  |

| 16 maggio 1965 33ª giornata | Padova | 0 – 1 | SPAL |  |

| 23 maggio 1965 34ª giornata | Padova | 0 – 0 | Monza |  |

| 30 maggio 1965 35ª giornata | Lecco | 4 – 1 | Padova |  |

| 6 giugno 1965 36ª giornata | Verona | 2 – 1 | Padova |  |

| 13 giugno 1965 37ª giornata | Padova | 2 – 0 | Pro Patria |  |

| 20 giugno 1965 38ª giornata | Catanzaro | 0 – 0 | Padova |  |

## Statistiche

### Statistiche dei giocatori
| Giocatore      | Serie B  | Serie B | Coppa Italia | Coppa Italia | Totale   | Totale |
| Giocatore      | Presenze | Reti    | Presenze     | Reti         | Presenze | Reti   |
| -------------- | -------- | ------- | ------------ | ------------ | -------- | ------ |
| L. Arbizzani   | 4        | ?       | ?            | ?            | 4+       | ?      |
| B. Bonollo     | 1        | ?       | ?            | ?            | 1+       | ?      |
| C. Galassi     | 6        | ?       | ?            | ?            | 6+       | ?      |
| P. Pianta      | 27       | ?       | ?            | ?            | 27+      | ?      |
| C. Cervato     | 34       | 0       | ?            | ?            | 34+      | 0+     |
| G. Fracon      | 2        | 0       | ?            | ?            | 2+       | 0+     |
| R. Mazzanti    | 25       | 3       | ?            | ?            | 25+      | 3+     |
| G. Sartori     | 2        | 0       | ?            | ?            | 2+       | 0+     |
| G. Sereni      | 36       | 0       | ?            | ?            | 36+      | 0+     |
| G. Vecchi      | 9        | 0       | ?            | ?            | 9+       | 0+     |
| B. Abbatini    | 26       | 0       | ?            | ?            | 26+      | 0+     |
| G. Barbolini   | 35       | 0       | ?            | ?            | 35+      | 0+     |
| C. Beretta     | 35       | 0       | ?            | ?            | 35+      | 0+     |
| A. Bigon       | 5        | 0       | ?            | ?            | 5+       | 0+     |
| C. Chiodi      | 8        | 0       | ?            | ?            | 8+       | 0+     |
| R. Frezza      | 4        | 0       | ?            | ?            | 4+       | 0+     |
| P. Pestrin     | 28       | 0       | ?            | ?            | 28+      | 0+     |
| B. Rogora      | 33       | 1       | ?            | ?            | 33+      | 1+     |
| C. Zerlin      | 12       | 1       | ?            | ?            | 12+      | 1+     |
| G. Benasciutti | 1        | 2       | ?            | ?            | 1+       | 2+     |
| M. Boetto      | 5        | 0       | ?            | ?            | 5+       | 0+     |
| I. Carminati   | 31       | 12      | ?            | ?            | 31+      | 12+    |
| P. Cavicchia   | 30       | 5       | ?            | ?            | 30+      | 5+     |
| A. Mariani     | 2        | 0       | ?            | ?            | 2+       | 0+     |
| V. Mettus      | 1        | 0       | ?            | ?            | 1+       | 0+     |
| M. Pasquina    | 21       | 5       | ?            | ?            | 21+      | 5+     |